# Akarnan
Akarnan (altgriechisch Ἀκαρνάν Akarnán) ist ein eponymer Heros der griechischen Mythologie.
Er war der Sohn von Alkmaion und Kallirrhoë, und der Bruder von Amphoteros. Sein Vater wurde von König Phegeus ermordet, als er sehr jung war. Darauf betete Kallirrhoë zu Zeus, dass er ihre Söhne schneller wachsen lasse, damit sie sich am Mörder ihres Vaters rächen können. Das Gebet wurde erhört und zusammen mit seinem Bruder erschlug Akarnan Phegeus, dessen Frau und dessen zwei Söhne. Die Einwohner von Psophis, wo die Söhne getötet wurden, verfolgten die Mörder bis nach Tegea. Dort wurden die Mörder aber freundlich  empfangen und gerettet. Auf Bitten von Acheloos trugen sie die Halskette und das Gewand von Harmonia nach Delphi. Von dort aus gingen sie nach Epirus, wo Akarnan den Staat Akarnanien gründete und Stammesvater der Akarnanier wurde.
In einem antiken Scholion zur 1. Olympischen Ode Pindars erscheint Akarnan im Rahmen des Pelops-Mythos als einer der Freier der Hippodameia, die von deren Vater, König Oinomaos, getötet wurden.